# Egmundella humilis
Egmundella humilis är en nässeldjursart som beskrevs av John Fraser 1936. Egmundella humilis ingår i släktet Egmundella och familjen Campanulinidae. Inga underarter finns listade i Catalogue of Life.